# Anaconda (Montana)
Anaconda város az USA Montana államában, Deer Lodge megyében, melynek megyeszékhelye is. Lakosainak száma 9421 fő (2020. április 1.).

## Népesség
A település népességének változása:

| 2010 | 9 298 |
| 2020 | 9 421 |